# Batalla de Cortrique
La batalla de Cortrique o batalla de Courtrai (11 de julio de 1302, neerlandés de Guldensporenslag) enfrentó a Felipe IV de Francia contra las milicias flamencas cerca de Cortrique (actual Bélgica).

## Contexto histórico
Desde su llegada al trono de Francia en 1285, Felipe IV el Hermoso solo tuvo una ambición: aumentar las posesiones de la Corona. Entre sus objetivos estaba Flandes, rico y próspero país gracias a su industria textil.
El conde de Flandes, Guido de Dampierre, se apresuró a desafiar al rey de Francia con la firma, en 1297, de un tratado de alianza con Eduardo I de Inglaterra. La réplica no se hizo esperar y las tropas francesas, al mando de Carlos de Valois, hermano del rey, invadieron Lille, Cortrique, Béthune y Cassel. Guido de Dampierre se refugió en Gante mientras su aliado, el rey de Inglaterra, sin siquiera advertirle, firmaba una tregua de dos años con Felipe el Hermoso.
Finalizada la tregua, en 1300, Carlos de Valois se apoderó de todo Flandes. Guido de Dampierre, que había ido a París a implorar el perdón del rey, fue encarcelado. Flandes pasó entonces a formar parte del reino de Francia, pero los flamencos no aceptaron de buen grado esta dependencia. La rebelión fue ganando terreno sobre todo en Brujas, liderada por un tal Pierre de Coninck. Se pidió auxilio a los hijos de Guido de Dampierre, Jean de Namur y su hermano Guido, a quienes se unió pronto un sobrino, Guillaume de Juliers. En mayo de 1302 los habitantes de Brujas, que habían abierto las puertas de la ciudad a los franceses, atemorizados por la cuantía de las tropas de ocupación, pidieron de nuevo auxilio a Pierre de Coninck. La noche del 18 de mayo, sus partidarios entraron en la ciudad y degollaron a los franceses y a sus secuaces en lo que se denominó los Maitines de Brujas, con más de doscientos muertos. Solo Guy de Châtillon, conde de Saint-Pol, pudo escapar.
Alentados por este acontecimiento, los flamencos volvieron a sublevarse. Guillaume de Juliers sitió Cassel, mientras Guido de Namur hacía lo mismo con Cortrique. Roberto de Artois, junto con el condestable de Nesle, acudió entonces en ayuda de los defensores de Cortrique, y Guillaume de Juliers dejó Cassel para reunirse con Guido de Namur. Las milicias municipales flamencas se situaron en una meseta que dominaba la llanura de un río, el Groninga, que en ese punto desemboca en el Lys, y cavaron trampas de agua, las “loberas”, frente a sus líneas. El ejército francés, muy superior en número, instaló su campamento en la colina de Mossemberg y se dispuso a aniquilar a su adversario con gran rapidez.

## La batalla
La mañana del 11 de julio de 1302, Roberto de Artois reagrupó sus batallones en tres grandes cuerpos mandados por él mismo, el condestable De Nesle y el conde de Saint-Pol. Los flamencos formaron un arco de circunferencia detrás del río. El enfrentamiento se inició con una descarga de los ballesteros franceses que hizo retroceder a los flamencos, cosa que los hombres a pie aprovecharon para preparar el asalto. Pero Roberto de Artois, fiel al principio de la caballería según el cual “cien jinetes valen más que mil infantes”, lanzó el condestable a la cabeza de su caballería.
Los caballos no tardaron en quedar bloqueados y el condestable De Nesle murió. Roberto de Artois lanzó entonces su segunda oleada de jinetes directamente hacia las “loberas” flamencas, donde fueron derribados y luego aniquilados; Roberto de Artois se rindió, pero no se libró de la ejecución inmediata. Una vez más, el conde de Saint-Pol logró huir a la cabeza de sus tropas y alcanzar el reino de Francia. Para los franceses la derrota fue total. Los flamencos recogieron los estandartes y las espuelas de los caballeros franceses muertos y con ellos cubrieron paredes enteras de la iglesia de Nuestra Señora (Onze-Lieve-Vrouwekerk) en Cortrique. La “batalla de las Espuelas de Oro” había terminado y Felipe el Hermoso había perdido su ejército. Su revancha no llegó hasta 1304, en Mons-en-Pévèle.